# The One and Only (album)
Pour les articles homonymes, voir The One and Only.
Albums de Wang Lee-hom
Forever's First Day
(2000) The One and Only
(2003)
The One and Only (chinois simplifié: 唯一) est le huitième album studio du chanteur taïwano-américain Wang Lee-hom, paru en 2001. Il est sorti officiellement le 27 septembre 2001 par Sony Music Entertainment Taïwan en Taïwan. 

## Liste des chansons
1. 唯一
2. 愛的就是你
3. 謝絕推銷妳的愛
4. 安全感
5. 戒不了你
6. 不必問別人
7. 白狐狸
8. 變壞
9. If You Knew
10. 我要
11. 愛的就是你 (Romantic Version)
12. 比你更好 (Cantonese Version)